# Păcat originar

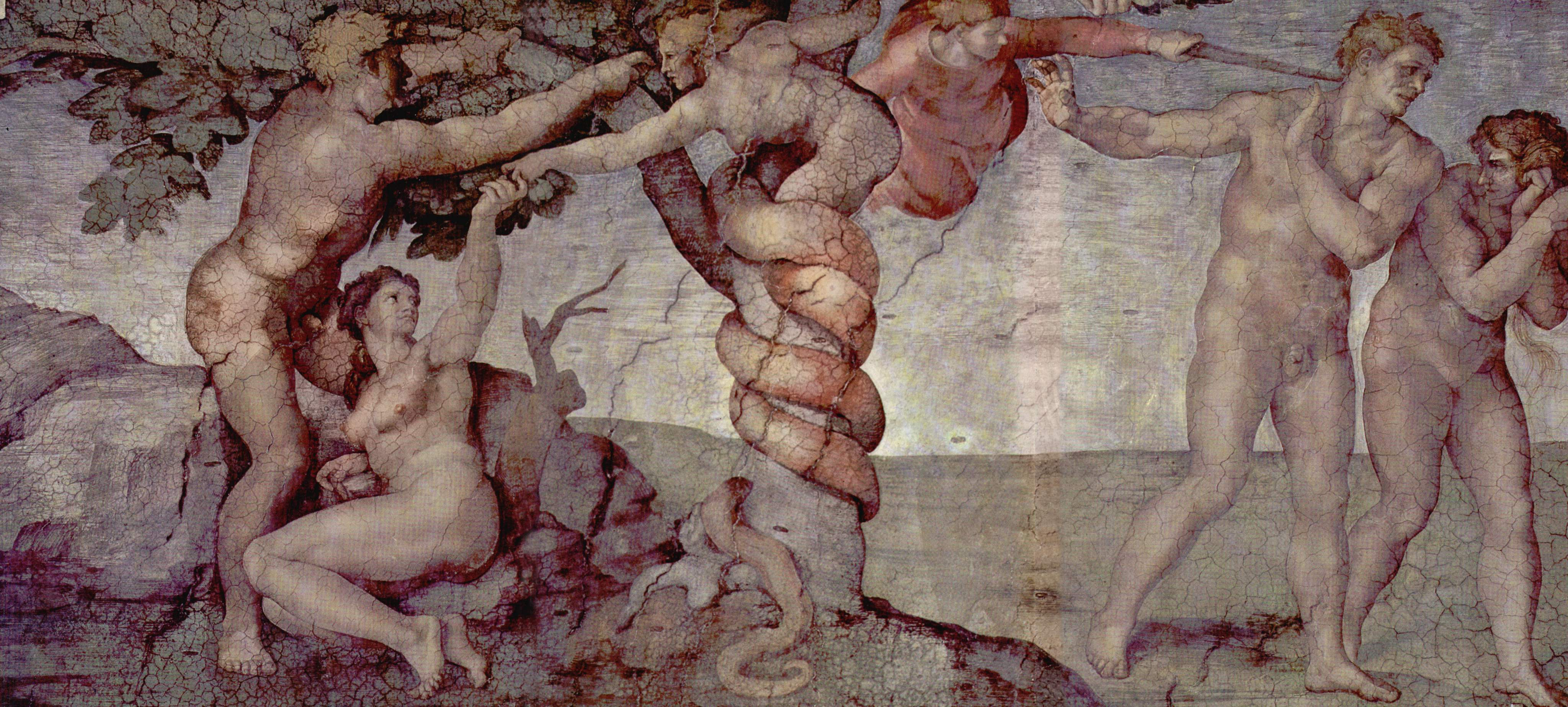
Căderea în păcat a lui Adam și Eva, pictură realizată de Michelangelo

Expresia biblică Păcat originar apare în următorul loc din Noul Testament:
Epistola lui Pavel către Romani 5:12: “De aceea, după cum printr-un singur om a intrat păcatul în lume, și prin păcat a intrat moartea, și astfel moartea a trecut asupra tuturor oamenilor, din pricină că toți au păcătuit.”
Pelagius considera că mântuirea este obținută pe drept, pe merit personal, prin liber arbitru (dar în cadrul creștinismului). Fericitul Augustin i-a răspuns lui Pelagius prin introducerea conceptului de păcat originar, susținând că voința omenească este complet incapabilă să obțină mântuirea, datorită vicierii ei cu acest păcat originar. Pentru Augustin, nimeni nu merită să fie mântuit, mântuirea fiind un dar nemeritat oferit de Dumnezeu (doctrina harului).
Conform lui Leibniz, anticii numeau păcatul lui Adam drept felix culpa, adică o greșeală din care a izvorât actul cel mai nobil cu putință, sacrificiul lui Isus Hristos. El argumentează acest punct de vedere citând tezele Sfântului Augustin, care sublinia în repetate rânduri că Dumnezeu a permis răul doar pentru a produce un bine cât mai mare și ale Sfântului Toma, care arăta că permiterea răului lucrează spre binele universului.
Iudaismul mainstream și islamul nu recunosc conceptul de păcat originar.